# Anexo las Nubes
Anexo las Nubes är en ort i Mexiko.   Den ligger i kommunen Rayón och delstaten Chiapas, i den sydöstra delen av landet, 700 km öster om huvudstaden Mexico City. Anexo las Nubes ligger 1 693 meter över havet och antalet invånare är 168.
Terrängen runt Anexo las Nubes är varierad. Runt Anexo las Nubes är det ganska tätbefolkat, med 86 invånare per kvadratkilometer. Närmaste större samhälle är Pueblo Nuevo Jolistahuacan, 9,7 km sydost om Anexo las Nubes. I omgivningarna runt Anexo las Nubes växer i huvudsak städsegrön lövskog.